# Otto Stenberg
Otto Stenberg, född 29 maj 2005 i Stenungsund, är en svensk ishockeyspelare som spelar för Malmö i SHL. Han tog steget från föreningens juniorverksamhet till A-laget redan som 16-åring och spelade 23 matcher under sin första säsong i svenska högstaligan. Under NHL-draften 2023 draftades han som 25:a totalt av St. Louis Blues.